# Tõnis Mägi
Tõnis Mägi, née le 18 novembre 1948, est un auteur-compositeur-interprète estonien.

## Carrière
Une de ses chansons les plus populaires est Olimpiada (Олимпиада) sorti en 1980, année des Jeux olympiques d'été de 1980.

## Discographie
- 1990 Tõnis LP
- 1993 Hüüdja hääl
- 1995 Liivakell
- 1996 Las jääda kõik, mis hea
- 1998 Kaunilt kaua
- 2000 Eesti Kullafond
- 2003 Jäljed
- 2003 Siirius
- 2005 Vestlus Hermanniga
- 2006 2teist
- 2008 KIIK & KIRIK
- 2011 Tarkus

## Distinctions
- Ordre du Blason national d'Estonie : Troisième classe
- Musicien de l'année en 1997